# هال ميلر
هال ميلر (بالإنجليزية: Hal Miller)‏ هو لاعب كرة قدم أمريكية أمريكي، ولد في 4 فبراير 1930 في كينغسبورت في الولايات المتحدة، وتوفي بنفس المكان في 21 نوفمبر 2011.

## وصلات خارجية
- هال ميلر على موقع مرجع كرة القدم المحترفة.كوم (الإنجليزية)
- هال ميلر على موقع قاعة جورجيا للمشاهير الرياضية (مؤرشف) (الإنجليزية)